# 娜塔莉亚·拉福卡德

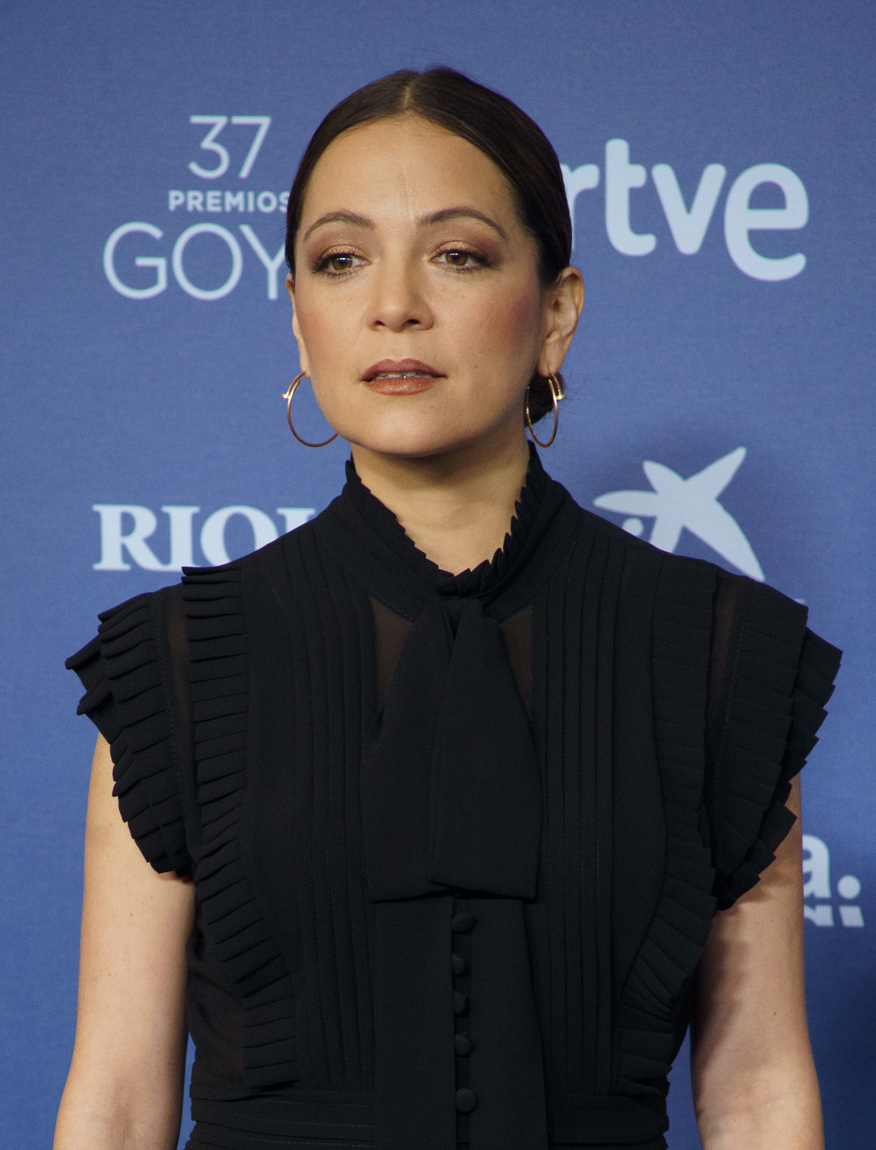
娜塔莉亚·拉福卡德

娜塔莉亚·拉福卡德 (1984年2月26日—）是一位墨西哥歌手和词曲作者，她的父亲是智利音乐家，母亲是钢琴家。她的叔叔是智利作家。她於2002年出道。 她获得18项拉丁格莱美奖、四项葛萊美獎。